# MINI Challenge

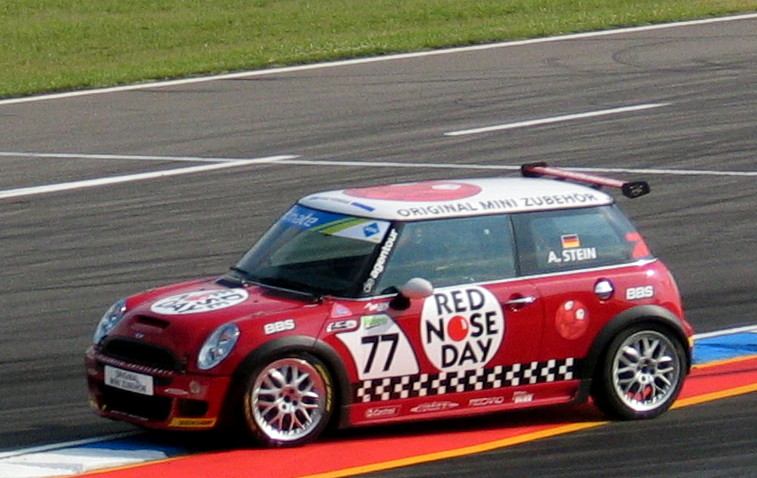
MINI John Cooper Works de la MINI Challenge alemana

Las MINI Challenge fueron una categorías de automovilismo de velocidad de carácter promocional, creada a nivel mundial por la firma alemana BMW entre 2008 y 2013. La primera y por lo tanto de referencia, fue creada en el año 2002 en el Reino Unido, siguiendo activa hoy en dia bajo el nombre de MINI Challenge UK y fue expandida a diferentes partes del mundo posteriormente, como España, Alemania, Australia, Brasil e Inglaterra. 
Para estas categorías, fueron empleadas la versión John Cooper Works, del modelo MINI Cooper, el cual viene equipado con un motor 1.6 turbo de 210 CV, con caja manual de 6 velocidades y capaz de desarrollar 240 km/h de máxima, a la vez de acelerar de 0 a 100 km/h en 6,1 segundos. Asimismo, poseen un kit de competición que incluye un sistema de frenos ABS, capaz de frenar de 100 a 0 en sólo 3,1 segundos y un sistema de información telemétrica que permite analizar el rendimiento del auto y el piloto en cada carrera.  
Asimismo, el término MINI Challenge puede referirse a:
- La MINI Challenge Argentina, versión argentina.
- La MINI Challenge España, versión española.
- La MINI Challenge Alemania, versión alemana
- La MINI Challenge Australia, versión australiana.
- La MINI Challenge Brasil, versión brasileña.

- Datos: Q12180928